# Rhodes Cabin
La Rhodes Cabin est une cabane américaine située dans le comté de White Pine, dans le Nevada. Protégée au sein du parc national du Grand Bassin, elle est inscrite au Registre national des lieux historiques depuis le 25 février 1975.